# اسید جاکاریک
اسید جاکاریک (به انگلیسی: Jacaric acid) یک ترکیب شیمیایی با شناسه پاب‌کم ۵۲۸۲۸۱۷ است. 